# 陈维江
陈维江（1958年12月—），山东淄博人，中国高电压与绝缘技术专家，国家电网公司教授级高级工程师、副总工程师。2015年当选为中国科学院院士。

## 生平

### 教育经历
1982年毕业于合肥工业大学电机系，1985年获中国电力科学研究院硕士学位。 